# 石原颯也
石原 颯也（いしはら そうや、2009年9月25日 - ）は、日本の俳優。埼玉県出身。ホリプロ所属。

## 略歴
2022年、「ホリプロ☆ネクストProduced by美男子図鑑」において、約5000人の応募者の中からグランプリを受賞し、ホリプロ所属となる。
2022年7月、テレビドラマ『NICE FLIGHT!』で主人公・倉田粋（玉森裕太）の中学生時代役で俳優デビュー。
2024年8月、音楽劇『プリンス・オブ・マーメイド〜海と人がともに生きる〜』で初舞台で初主演を務める（市村優汰とWキャスト）。

## 人物
- 2020年にミュージカル『スクール・オブ・ロック』に出演予定であったが[5]、新型コロナウイルス感染拡大の影響により中止[6]になったことが悔しく、たまたま見つけた「ホリプロ☆ネクストProduced by美男子図鑑」に応募した[2]。
- 趣味はゲーム、運動で[1][2]、水泳、野球、サッカーとスポーツ全般が得意[7]。
- 特技は5歳から習い始めたピアノ、ほぼ独学で学び始めた歌[1][2]で、オーディションの特技審査でも披露した[8]。
- 長所はポジティブなところ、短所は朝起きられないところ[2]。
- 父親の影響で広島東洋カープのファン[9]。
- 目標の役者は竹内涼真、石原さとみ[2]。

## 出演

### テレビドラマ
- NICE FLIGHT!（2022年7月22日 - 9月9日、テレビ朝日） - 倉田粋（中学生時代）役[3]
- テイオーの長い休日（2023年6月3日 - 7月29日、東海テレビ・フジテレビ） - 吉田悟 役[10]

### 舞台
- 海の音楽劇『プリンス・オブ・マーメイド〜海と人がともに生きる〜』（2024年8月8日 - 12日、有楽町よみうりホール） - 主演・タリク 役（市村優汰とWキャスト）[4]

### イベント
- Horipro Actors Live〜episode 2〜（2023年1月22日、東京・恵比寿 The Garden Hall）[11]
- Horipro Actors Live〜episode 3〜（2024年2月17日、東京・Zepp DiverCity）[12]
- Horipro Actors Live〜episode 4〜（2025年2月11日、東京・LINE CUBE SHIBUYA）[13]